# Deltochilum orbignyi
Deltochilum orbignyi là một loài bọ cánh cứng trong họ Bọ hung (Scarabaeidae).